# Café cassé
Een café cassé (Frans: gebroken koffie, Darija: qahwah mharssa) is een Marokkaanse koffie, waaraan een kleine hoeveelheid melk wordt toegevoegd.
De koffie, geserveerd in een klein glas, lijkt het meest op een leche y leche, maar dan met Marokkaanse koffie in plaats van espresso.